# Jan Tymowski
Jan Tymowski herbu Sas (ur. w 1721, zm. 25 marca 1783 w Postękalicach) – podstarości i sędzia grodzki piotrkowski, stolnik sieradzki w latach 1776–1783, stolnik piotrkowski w latach 1765–1776.
Członek konfederacji Adama Ponińskiego w 1773 roku. Był posłem sieradzkim na Sejm Rozbiorowy 1773–1775, wszedł w skład delegacji wyłonionej pod naciskiem dyplomatów trzech państw rozbiorczych, mającej przeprowadzić rozbiór. 18 września 1773 roku podpisał traktaty cesji przez Rzeczpospolitą Obojga Narodów ziem zagarniętych przez Rosję, Prusy i Austrię w I rozbiorze Polski. Pochowany został w kościele OO Bernardynów w Piotrkowie Trybunalskim.